# Sankt Laurent
Sankt Laurent är en österrikisk rödvinsdruva som anses vara en frösådd variant av pinot noir-druvan.